# Бармалей (фонтан)
Фонтан «Бармалей» («Детский хоровод», «Крокодил», «Дети», «Дети и крокодил», «Танцующие дети») — фонтан, который находился в городе Сталинграде (ныне Волгоград) и был установлен перед музеем обороны Царицына, на Привокзальной площади. Данный фонтан — один из наиболее известных объектов Волгограда, переживших Великую Отечественную войну, однако в послевоенные годы он был разобран.
В 2013 году в городе были установлены две копии фонтана в память о нём: одна — рядом с мельницей Гергардта, имитирующая разрушенный фонтан, запечатлённый на знаменитой фотографии, другая — на самой Привокзальной площади, похожая, но несколько отличающаяся от исторического сталинградского фонтана.

## История

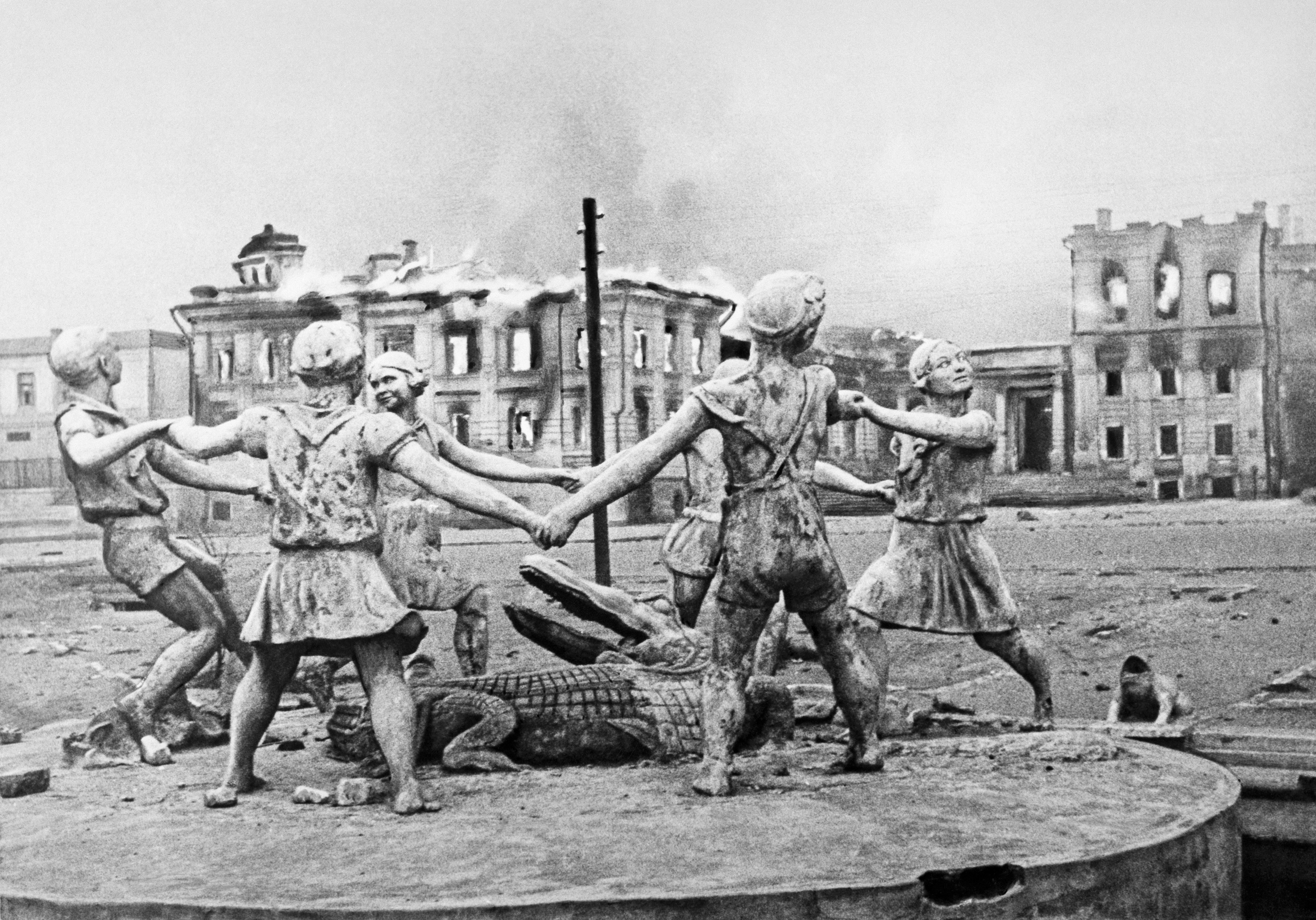
Фотография Э. Н. Евзерихина, 1942 год. На заднем плане — руины Грязе-Царицынского вокзала

Памятник авторства Ольги Кудрявцевой представлял собой круг из шести детей (трёх мальчиков и трёх девочек), водящих хоровод вокруг крокодила. На внешнем кольце располагались скульптуры шести лягушек, из которых била вода. Впервые такой фонтан был установлен перед дворцом пионеров в Харькове, затем — в Днепропетровске. Позднее копии были изготовлены и установлены в Артёмовске, Горловке, Сталинграде, Воронеже, Макеевке.
Фонтан стал знаменит благодаря нескольким фотографиям Эммануила Евзерихина, запечатлевшего контраст между беззаботно резвящимися детьми и ужасающей картиной разрушений города во время Сталинградской битвы. Фотографии были сделаны 23 августа после воздушного налёта Люфтваффе на город. Фотография так и называлась: «23 августа 1942 года. После массированного налёта гитлеровской авиации».
Ни один из вышеперечисленных фонтанов не сохранился до настоящего времени. Сталинградский фонтан был восстановлен (его можно видеть на послевоенных фотографиях, например на фотоснимках Марка Редькина с первого послевоенного физкультурного парада в мае 1945 года), но в 1951 году был демонтирован при застройке центра города. Фонтаны в других городах также были разобраны в 1950-х — 1960-х годах: в Воронеже фонтан был заменён на другой, на месте фонтана в Днепропетровске оборудована асфальтированная площадка, а в Оренбурге — построен памятник Пушкину и Далю работы Надежды Петиной.
Похожий фонтан (с лягушками и крокодилом, но без фигур детей) есть в Омске, на территории Омского аграрного университета.

## Название фонтана
Фонтан представляет собой иллюстрацию к стихотворной сказке К. Чуковского «Бармалей» (1924), в которой пойманного злодея Бармалея по просьбе доброго доктора Айболита проглотил крокодил:
Рада, рада, рада, рада детвора,
Заплясала, заиграла у костра:
„Ты нас,
Ты нас
От смерти спас,
Ты нас освободил.
Ты в добрый час
Увидел нас,
О добрый
Крокодил!“
Раскаявшегося бандита крокодил позже освободил по просьбе детей.

## Реплики

### Реконструкция исторического фонтана

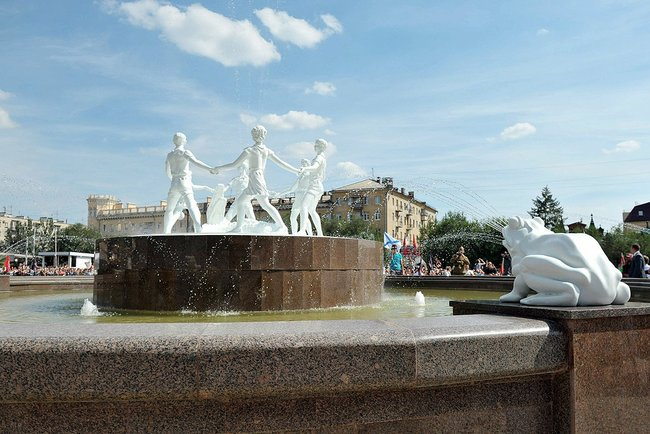
Новый фонтан на Привокзальной площади

В июле 2013 года начались работы по обустройству реплики «Бармалея» на его историческом месте — Привокзальной площади. Автор скульптурной композиции — Александр Бурганов. Инициатором стал основатель байкерского клуба «Ночные Волки» Александр Залдостанов. 23 августа 2013 года в первый день проведения байк-шоу в Волгограде фонтан был открыт. В торжественной церемонии принял участие президент России В. В. Путин.
В отличие от советского фонтана, который был выполнен из бетона, копия была сделана из композитного пластика. Сами фигуры танцующих детей по сравнению с оригиналом «подросли» — вместо изначального роста в 160 см их рост в реплике составляет 180 см. Новый постамент композиции на 20 см выше оригинального. Александр Бурганов объяснил это тем, что старый фонтан делался для украшения детских площадок, в то время как новый был установлен в другом месте (ближе к вокзалу) и видоизменён, чтобы более гармонично вписаться в архитектурную среду.
В сентябре 2013 года, спустя месяц после открытия, новый «Бармалей» был закрыт на реставрацию, так как фигуры стали покрываться ржавчиной: обнаружилось, что в основании, на которое опираются статуи, при монтаже была допущена полость, в которой скопилась линза воды, прикрытая сверху пластиком. Поскольку скульптуры, в отличие от оригиналов, были полыми, то, чтобы придать им устойчивость, их внутри заполнили пеной, которая в итоге втянула воду.
29 декабря 2013 года рядом с фонтаном на Привокзальной площади произошёл взрыв на железнодорожном вокзале.

### Реплика у мельницы Гергардта

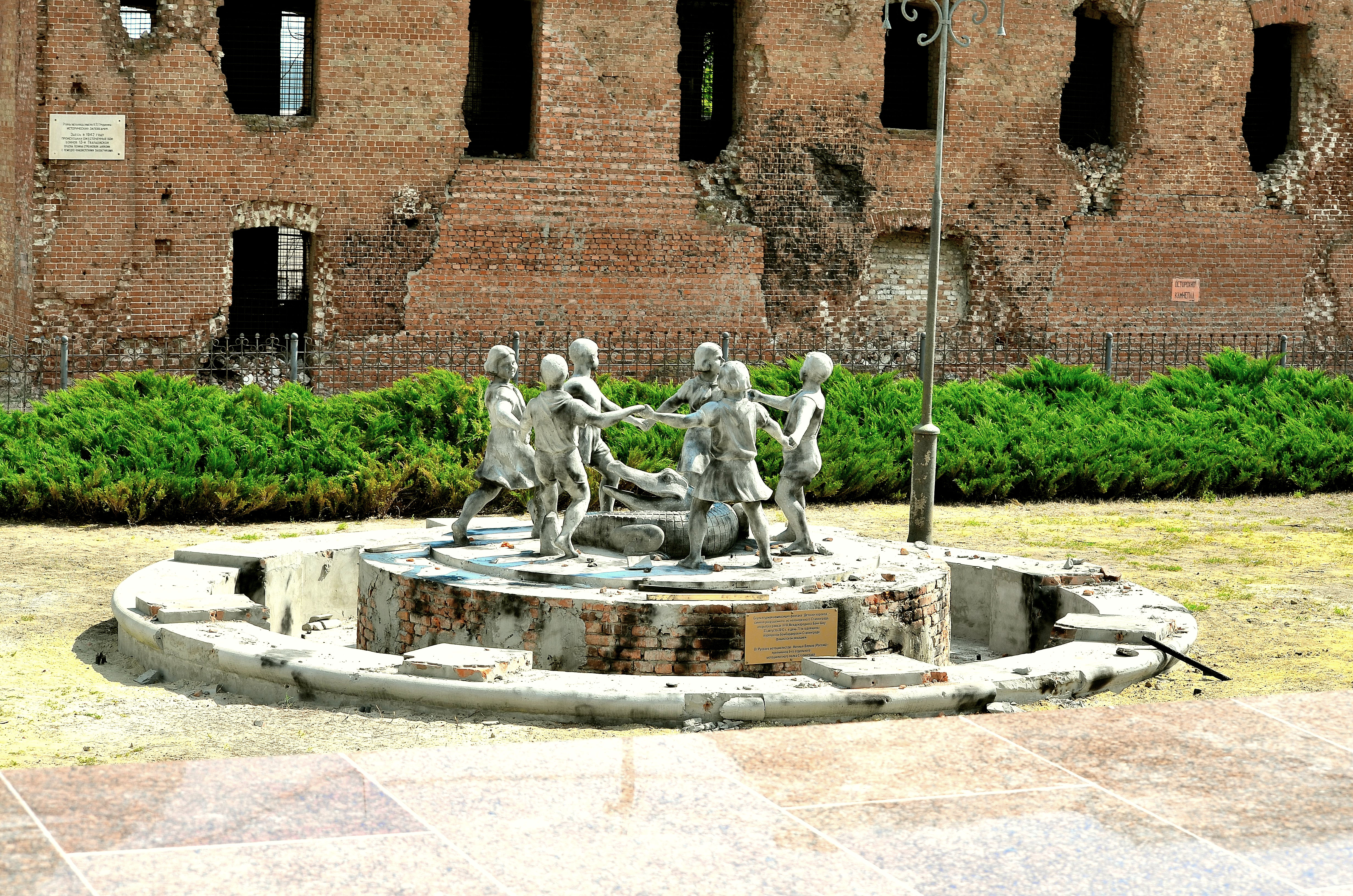
Копия «Бармалея» у мельницы Гергардта

Ещё одна реплика фонтана, воссозданная в том виде, в котором он запечатлён на знаменитой фотографии, установлена рядом с мельницей Гергардта летом 2013 года. Авторы скульптурной композиции — член Союза Художников России Павел Мишанин и член Московского Союза Художников Илья Мишанин.

## В культуре
Сталинградский фонтан можно увидеть в фильмах «Сталинград. Фильм 2» (режиссёр Юрий Озеров, 1989), «Враг у ворот» и «V — значит вендетта», «Заводной апельсин», а также в компьютерных играх Commandos 3: Destination Berlin, Red Orchestra 2: Heroes of Stalingrad, «Сталинград», Call of Duty: World at War, Enlisted. В фильме «V — значит вендетта» мотив «Бармалея» был использован для изображения мемориала детям, ставшим жертвами биологической атаки, которая на самом деле была провокацией с целью укрепления власти правящей партии.
В фильме Ф. Бондарчука «Сталинград» фонтан включён в композицию прототипов объектов — универмага, театра, дома Павлова (прообраз дома Громова) и площади Борьбы. В реальности эти объекты находились в разных частях Сталинграда, но по сценарию оказались рядом.